# Kirsten Dene
Kirsten Dene, née à Hambourg le 16 mars 1943, est une actrice allemande. 

## Théâtre
- 1970 : Die Kleinbürger de Maxime Gorki – mise en scène de Horst Balzer (de) (Freie Volksbühne Berlin)
- 1988 : Anna dans Heldenplatz (Place des Héros) de Thomas Bernhard – mise en scène de Claus Peymann (Burgtheater)
- 1989 : Frau John dans Die Ratten (Les Rats) de Gerhart Hauptmann – mise en scène de Peter Palitzsch (Burgtheater)
- 1990 : Marthe Rull dans Der zerbrochne Krug (La Cruche cassée) de Heinrich von Kleist – mise en scène d'Andrea Breth (Burgtheater)
- 1992 : Lady Macbeth dans  Macbeth – mise en scène de Claus Peymann (Burgtheater)

## Récompenses et distinctions
- 2010 : Prix Nestroy de théâtre de la meilleure actrice ;
- 2017 : Prix Nestroy de Théâtre pour l'ensemble de son œuvre.